# 471 v. Chr.
Portal Geschichte | Portal Biografien | Aktuelle Ereignisse | Jahreskalender | Tagesartikel

◄ |
6. Jahrhundert v. Chr. |
5. Jahrhundert v. Chr. |
4. Jahrhundert v. Chr. |
►

◄ | 490er v. Chr. | 480er v. Chr. | 470er v. Chr. | 460er v. Chr. |
450er v. Chr. |
►

◄◄ | ◄ | 474 v. Chr. | 473 v. Chr. | 472 v. Chr. | 471 v. Chr. |
470 v. Chr. |
469 v. Chr. |
468 v. Chr. |
► |
►►

## Ereignisse
Der Feldherr und Politiker Themistokles wird wegen der vorgeblich unnötigen Preisgabe Athens an die Perser vor der Schlacht von Salamis durch ein Scherbengericht aus Athen verbannt. Themistokles verlegt seinen Wohnsitz nach Argos. Themistokles’ Abwesenheit nutzen die Spartaner und schicken Gesandte nach Athen. Diese lassen verlauten, Themistokles habe ein Bündnis mit den Persern geschlossen, das die Unterdrückung Griechenlands beinhalte, und man verurteilt ihn zusätzlich als Verräter zum Tode. Daraufhin flieht er nach Persien, wo er laut Thukydides von König Artaxerxes I. als Satrap von Lampsakos, Myus und Magnesia am Mäander eingesetzt und damit in Anbetracht seiner Leistungen bei Salamis – vom damaligen Gegner – belohnt wird.